# Акредасов
Акреда́сов — хутор в Апшеронском районе Краснодарского края Российской Федерации. Входит в состав Тверского сельского поселения.

## География
Хутор расположен на расстоянии 11 км к северо-западу от станицы Тверская, центра сельского поселения, и 35 км от города Апшеронск, административного центра района. Хутор связан автодорогой регионального значения 03К-121 со станицей Линейная.

## История
Упоминается в списках населённых мест Северо-Кавказского края 1925 года как хутор Акридасов с населением в 55 человек, числился в составе Линейного сельсовета Хадыженского района Майкопского округа.

## Население
| 2002 | 2010 |
| ---- | ---- |
| 28   | ↘27  |